# Velichovky
Velichovky (németül: Bad Welchow) település Csehországban, Náchodi járásban. Velichovky Lužany, Habřina, Zaloňov, Vilantice, Litíč, Dubenec és Rožnov településekkel határos. Lakosainak száma 763 fő (2024. január 1.).

## Népesség
A település lakosságának változását az alábbi diagram mutatja:
| Lakosok száma | 830  | 876  | 770  | 744  | 662  | 747  | 743  | 736  | 736  | 763  |
|               | 1869 | 1890 | 1921 | 1950 | 1980 | 2001 | 2017 | 2019 | 2022 | 2024 |